# Château de Fillerval
Le château de Fillerval est situé sur la commune de Thury-sous-Clermont, dans le département de l'Oise.

## Historique
Situé à l'emplacement de l'ancien château fortifié de Thury, propriété de la famille d'astronomes Cassini depuis 1719, qui fut détruit en 1784 pour faire place à une construction entourée de douves et d'un étang.  
Par héritage, le château passe à la famille de Vuillefroy de Silly en 1845 qui le revend vers 1910.   
Niki de Saint Phalle y a vécu avant la Seconde Guerre mondiale : « Grand-père Harper (son grand-père maternel) était l'avocat à la mode des Américains à Paris.(...) Il aimait recevoir dans son magnifique château de Fillerval, situé à une heure de Paris, ses clients qui étaient aussi ses amis. (...) Le château était équipé de courts de tennis, et d'un terrain de golf qui longeait une rivière. 
(...) Il trônait au milieu d'immenses terres et de nombreuses fermes, et d'un merveilleux jardin Louis XIV dessiné par Le Nôtre. 
(...) Pendant la Seconde Guerre mondiale, Fillerval fut occupé par un général nazi et ses troupes. Vers la fin de la guerre, ils brûlèrent les très beaux meubles d'époque pour en faire du feu dans les cheminées , et détruisirent par la même occasion huit cents éditions originales de la bibliothèque du château dont ils se servirent comme papier hygiénique. 
Grand-père avait introduit dans le château tout le confort américain : des frigidaires (...) des salles de bains, des douches, une cuisine immense. Il avait à demeure 18 domestiques dont 8 jardiniers. Lorsque nous étions enfants, nous passions souvent les étés chez nos grands-parents, tandis que nos parents voyageaient. 
La famille Harper quitta la France et s'installa à Princeton en Amérique peu avant la Seconde Guerre mondiale. » 
Ravagé par un incendie dans les années 1950, il a été restauré. 
Aujourd'hui, il est occupé par le centre de formation de l'Institut français de gestion.

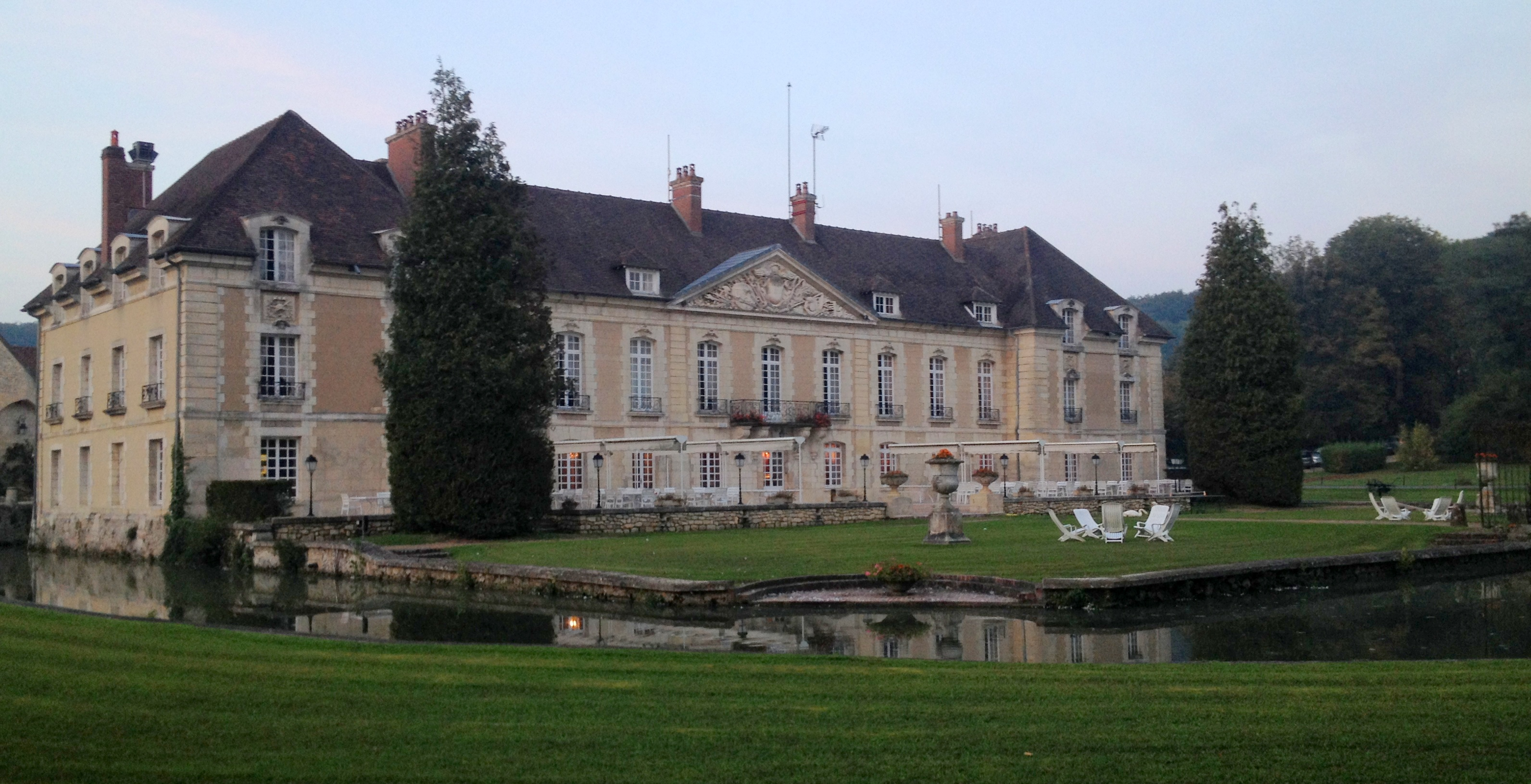
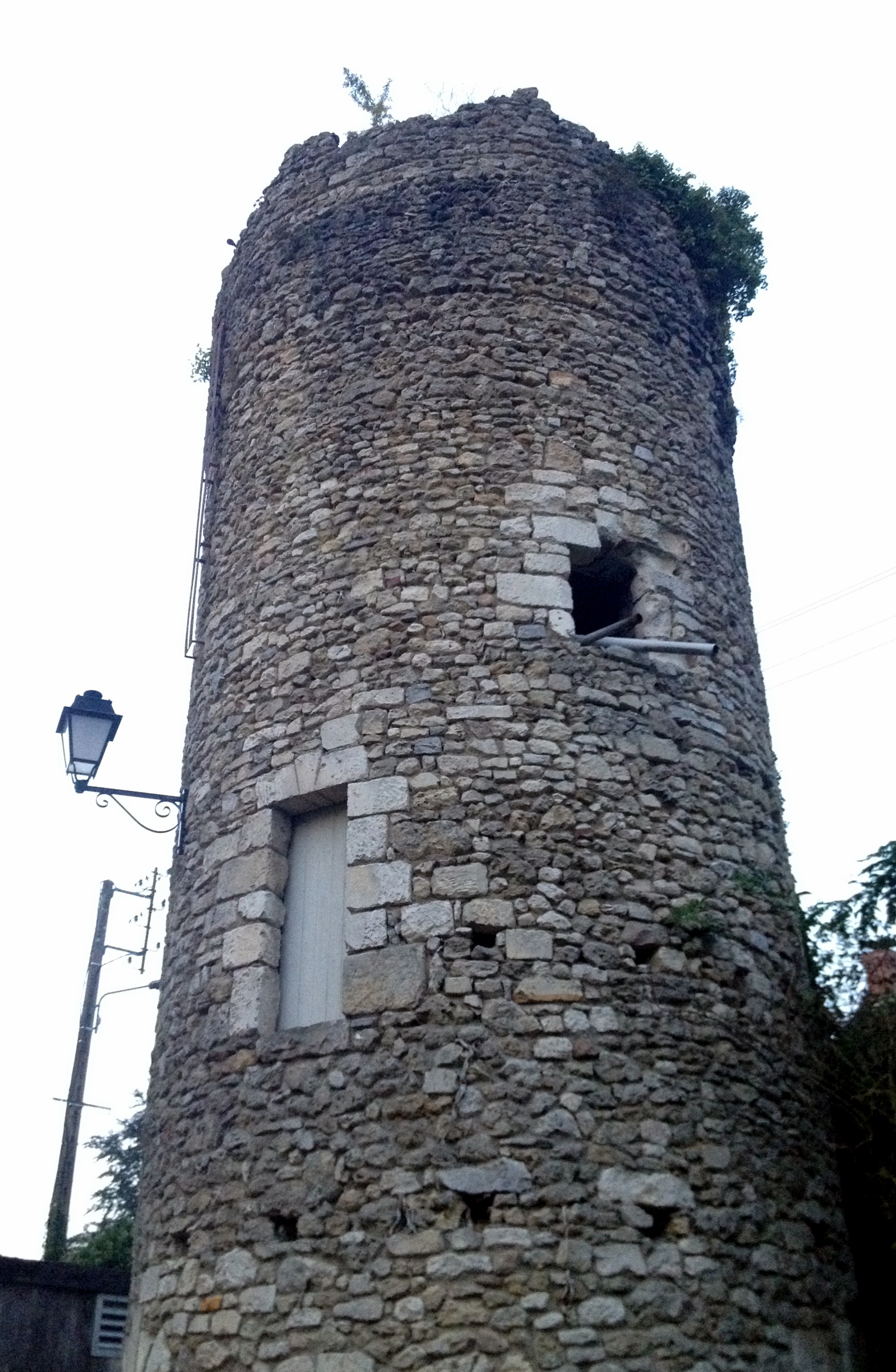

## Personnalités
- Jacques Cassini (1677-1756), astronome ; il achète le château en 1719 ;
- Dominique-Joseph de Cassini (1715 - 1790), général français, est mort au château.
- Jean-Dominique de Cassini (1748-1845), astronome, mort au château.
- Amédée de Vuillefroy de Silly (1810-1878), son petit-fils, sénateur et homme politique mort au château.
- Félix de Vuillefroy-Cassini (1841-1916), peintre et entomologiste.

## Jardin d'agrément
Le jardin d'agrément a été inscrit au pré-inventaire des jardins remarquables.